# Єва Герман
Є́ва Ге́рман (нім. Eva Herman, уроджена Єва Фельдкер (нім. Eva Feldker); *9 жовтня 1958, Емден) — німецька тележурналістка, з 1989 по 2007 співробітник телерадіокомпанії NDR, в 1998–2006 — одна з ведучих програми новин «Tagesschau»; звільнена за висловлюваня щодо політики підтримки сім'ї при націонал-соціалізмі, яке не збігалося з позицією керівництва телерадіокомпанії NDR.
Герман опублікувала дві книги де виклала свою концепцію ролей чоловіка і жінки в сучасному суспільстві, а також розкритикувала сучасну політику стосовно сім'ї в Німеччині
Феміністки Німеччини піддали книги нищівній критиці за начебто ретроградські погляди на роль жінки в суспільстві. Герман переконана, що жінка в першу чергу створена бути матір'ю і це її головна соціальна функція. В публічних дебатах Єва Герман заявила, що при всіх недоліках політика Третього рейху щодо підтримки інституту сім'ї мала сенс, — і розкритикувала німецький студентський рух другої половини 60-х (так званий рух 68 року) за руйнування традиційних німецьких вартостей сім'ї, почуття обов'язку та відповідальності.
Зокрема Герман заявила, що «нацистські часи були жахливими. Проте те, що було тоді хорошим — це цінність дітей, цінність матері, цінність сім'ї. Жаль, що ці цінності були демонтовані в 60-ті роки».
Після такої заяви Герман нещадно розкритикували начебто за підтримку нацистської ідеології і звільнили з роботи.
Слід відзначити, що Герман одна з найвідоміших телеведучих німецького телебачення. Останні 17 років вона пропрацювала телеведучою вечірніх новин першого каналу німецького телебачення ARD DasErste, і без сумнівів була чи не найбільш впізнаваною серед німецьких тележурналістів проте їй не пробачили політичних поглядів, які на думку відрізняються від тих які зараз панують у Німеччині. Її вдалу кар'єру телеведучої було зруйновано в один момент.
В жовтні 2007 р. одна з небагатьох передач, куди Герман запросили як гостя і де вона отримала можливість відстоювати свої погляди, отримала рекордну аудиторію. Організатори ток-шоу сподівались від Герман вибачень і відмови від заявленної позиції, але Єва стояла на своєму. Врешті-решт ведучий прямо в ефірі попросив Єву покинути студію.

## Ідеї
- жінка повинна знову стати жінкою, а не намагатись копіювати чоловіка;
- жінки «втратили свою жіночність» і «виснажені від постійного шпагату між дитям і роботою»;
- чоловікам невластиво займатися домашнім господарством і вихованням дітей, це повинні робити жінки;
- якщо примушувати сильну стать виконувати подібні обов'язки, то це може призвести до негативних наслідків, застерігає Єва Херман. На її думку, це може довести чоловіків до психічних розладів і спровокувати гендерну війну;
- через те, що жінки працюють, а не сидять з дітьми, страждають діти, які проводять час в дитсадках з вихователями, а вони нездатні на її думку забезпечити нормальне виховання;
- відповідальними за нинішній стан жінок і чоловіків Герман вважає феміністок. Це вони, на її думку, виштовхнули жінок на ринок праці, де їм доводиться конкурувати з чоловіками і розриватися між роботою і сім'єю.